# Michel Rocard
Michel Rocard (23. srpna 1930 Courbevoie – 2. července 2016 Paříž) byl francouzský socialistický politik. V letech 1988–1991 byl premiérem Francie. V letech 1983–1985 byl ministrem zemědělství, v letech 1981–1983 ministrem pro místní rozvoj. Byl představitelem Socialistické strany („Parti socialiste“), kterou v letech 1993–1994 i vedl, a do níž vstoupil roku 1974. K nejdůležitějším příspěvkům jeho vlády patří tzv. Revenu minimum d'insertion, zákon o sociální pomoci pro nezaměstnané, kteří nemají nárok na podporu v nezaměstnanosti. V letech 1977–1994 byl starostou třicetitisícového města Conflans-Sainte-Honorine. Jeho politické názory byly do jisté míry odlišné od jiných proudů v Socialistické straně, a to směrem ke sociální demokracii.

## Vyznamenání
- velkokříž Národního řádu za zásluhy – Francie, 1988
- velkokříž Řádu za zásluhy Polské republiky – Polsko, 1991
- čestný společník Řádu Austrálie – Austrálie, 6. února 1992[1]
- důstojník Národního řádu Québecu – Québec, 2000[2]
- velkokříž Řádu čestné legie – Francie, 13. července 1988
- komandér Řádu za zásluhy v zemědělství – Francie
- komtur Řádu cti – Řecko